# 요르크 행진곡
군악대를 위한 행진곡 바장조, WoO 18은 베토벤이 1809년에서 1810년 사이에 작곡한 세 개의 군악대를 위한 행진곡 중 첫 번째 곡으로, 육군행진곡 전집 II장 103번 및 37번, 군행진곡 II장 5번에 해당된다.
원래 1809년에 루돌프 대공의 형인 안톤 대공을 위한 행진곡으로 쓰여지고, 같은 해 보헤미안 민병대를 위한 행진곡 1번으로 명명된 이것은, 1810년 8월 28일에 대공 형제의 어머니이자 신성 로마 황후였던 마리아 루도비카의 탄생일을 기리기 위해 락센부르크 궁전 정원에서의 회전목마 행진곡을 위한 단순화된 형태로 만들어졌다. 그 후 이것은 나폴레옹에 대항한 독일 해방 전쟁의 시작이었던 타우로겐 협약에 서명한 프로이센 군대의 사령관, 루트비히 요르크 폰 바르텐부르크 장군의 이름을 따서 요르크 행진곡(Yorckscher Marsch), 또는 요르크 군단의 행진곡(Marsch des Yorckschen Korps)으로 다시 명명되었다.
프로이센과 프로이센 군대가 독일 내에서 가장 중요한 역할을 했기 때문에, 이 행진곡은 독일군 행군 중 가장 중요한 행진곡 중 하나로 자주 연주되며, 독일 연방군 의장대의 전통적인 행진곡이자, 대규모 열병식에서 첫 번째로 연주되는 행진곡이다. 또 이것은 동독 국가인민군의 행진곡이었다. 독일 이외의 지역에서도 이 행진곡은 인기가 많으며 쿠바 혁명군에서도 연주되었다.
세 개의 군악대를 위한 행진곡 중 WoO 20을 제외한 WoO 18과 WoO 19는 때때로 함께 그룹화되어 각각 행진곡 1번과 행진곡 2번으로도 불린다.
1822년에 작곡가는 WoO 18, 19, 20의 기존 악보에 각각 내림나장조, 바단조, 바장조로서의 트리오를 추가했고, 각 행진곡의 이름을 "귀영 신호"(Zapfenstreiche, 귀대 신호라고도 부를 수 있으며, 부대 복귀 신호를 일컬음)로 변경했다.
자필 악보에 기입된 헌사에 의하면, 이 행진곡은 안톤 대공에게 바쳐진 것으로 되어있다.

## 같이 보기
- 루트비히 판 베토벤의 작품 목록
- 라데츠키 행진곡